# سرية علي بن أبي طالب (مذحج)
سرية علي بن أبي طالب إلى مذحج كانت في السنة العاشرة للهجرة، رمضان من التقويم الهجري، حوالي كانون الأول 631 م.

## الحملة العسكرية
أُرسِل علي في شهر كانون الأول مع ثلاثمائة فارس مسلح، لدعوة أهل اليمن إلى الإسلام. أمر النبي محمد عليًا بعدم الدخول معهم في قتال بان يذهب ولا ينظر إلى ورائه، وإذا وصل إلى مكانه فلا يقاتلهم إلا إذا هجموا. فلما التقى بالناس دعاهم إلى الإسلام. فرفضوه وشنّوا هجومًا بالسهام والحجارة. ثم هاجمهم علي ورجاله فلاذوا بالفرار. وقد منع علي الجيش من ملاحقة العدو الهارب، ودعاهم مرة أخرى إلى الإسلام. فاستجابوا له سريعًا وأعلنوا الولاء له. فسارعت القبيلة إلى ذلك وخضعت لمعاذ بن جبل مبعوث محمد في اليمن.

## طالع أيضًا
- المسيرة العسكرية لمحمد
- قائمة غزوات النبي محمد